# Khaznaji
Le khaznaji (de l'arabe khazana : trésor, fisc) ou sur la racine arabe kh.z.n (= garder), [réf. nécessaire]. Le Khaznaji est le titre officiel porté par les chefs du gouvernement de la régence durant la période des deys d'Alger. On retrouve également comme transcription du titre les appellations de vizir du dey d'Alger, ou principal secrétaire d'État.
Second personnage de l'État, il est nommé par le dey,, et fait office de Premier ministre, de ministre des Finances et de chargé du Trésor. C'est l'un des cinq ministères du gouvernement de la régence. Il succède souvent au dey après sa mort, alors que l'agha lui succède en tant que nouveau khaznaji.

## Origine de la fonction de khaznaji
La forme du gouvernement des deys et les fonctions sont en réforme permanente jusqu'à l’émergence du khaznaji comme chef du gouvernement. La période des deys est inaugurée par l'adjonction d'un kiaga par le divan en 1671, puis dans les années suivantes les quatre Grands Écrivains  du divan sont au premier plan dont le plus important d'entre eux, le Bach Defterdar.
Au départ khodja (secrétaire) trésorier sous la direction des Grands Écrivains du début du XVIIIe siècle, il devient progressivement un ministre de premier importance, ressuscitant les attributions des premiers adjoints des deys, les kiaga en leur cumulant les attributions financières.  Cette montée du khaznaji s'explique par l'importance de la question du règlement de la solde de la milice pour la stabilité du régime entier. Il est impossible de dater précisément à partir de quand le khaznaji devient le principal ministre et second personnage de la régence. Ce rôle est en tout cas acté sous le règne de Ali Agha (1724-1732).